# Округ Хонолулу (Хаваји)
Округ Хонолулу (хав. Honolulu) је округ у америчкој савезној држави Хаваји.

## Демографија
По попису из 2010. године број становника је 953.207, што је 77.051 (8,8%) становника више него 2000. године.
| Група             | 2000.           | 2010.           |
| Белци             | 175.633 (20,0%) | 181.684 (19,1%) |
| Афроамериканци    | 20.619 (2,4%)   | 19.256 (2,0%)   |
| Азијати           | 403.371 (46,0%) | 418.410 (43,9%) |
| Хиспаноамериканци | 58.729 (6,7%)   | 77.433 (8,1%)   |
| Укупно            | 876.156         | 953.207         |